# Fratelli e sorelle
Fratelli e sorelle è un film del 1992 diretto da Pupi Avati. Presentato in concorso al Festival di Venezia del 1992, tratta il tema della disgregazione della famiglia e della perdita dei valori.
Il film segna il debutto di due giovani talenti del cinema italiano: Luciano Federico e Stefano Accorsi, che qualche anno dopo saranno di nuovo protagonisti insieme nel film Radiofreccia diretto da Luciano Ligabue. Tra gli altri interpreti Franco Nero, Paola Quattrini, Anna Bonaiuto, Lino Capolicchio.

## Trama
Gloria scopre che, dopo ventidue anni di matrimonio, il marito la tradisce con una sua allieva ventenne; non sapendo a chi rivolgersi, scappa da sua sorella Lea a St. Louis nel Missouri, portando con sé i suoi due figli adolescenti, Matteo e Francesco. Matteo non tarda a inserirsi, a fare nuove conoscenze, mentre Francesco, il più piccolo e sensibile dei due, si trova all'improvviso completamente solo mentre lentamente tutto gli si sfalda intorno. Il rapporto fra i due fratelli si complica per una serie di incomprensioni e di gelosie e a Francesco non resta altro da fare che chiudersi sempre di più in sé stesso. Quando ogni suo tentativo di tenere unita la sua famiglia sarà andato deluso, una ritrovata solidarietà con Matteo gli permetterà di tornare a sperare. 

## Riconoscimenti
- 1993 - Nastro d'argento
  - Migliore attrice non protagonista a Paola Quattrini
  - Nomination Regista del miglior film a Pupi Avati
  - Nomination Migliore attrice protagonista a Anna Bonaiuto
- 1992 - Grolla d'oro
  - Migliore attrice a Anna Bonaiuto